# Diocesi di San Francisco de Macorís
La diocesi di San Francisco de Macorís (in latino: Dioecesis Sancti Francisci de Macoris) è una sede della Chiesa cattolica nella Repubblica Dominicana suffraganea dell'arcidiocesi di Santiago de los Caballeros. Nel 2022 contava 646.620 battezzati su 774.248 abitanti. È retta dal vescovo Ramón Alfredo de la Cruz Baldera.

## Territorio
La diocesi comprende le province dominicane di Duarte, María Trinidad Sánchez e Samaná.
Sede vescovile è la città di San Francisco de Macorís, dove si trova la cattedrale di Sant'Anna.
Il territorio è suddiviso in 48 parrocchie.

## Storia
La diocesi è stata eretta il 16 gennaio 1978 con la bolla Aptiora in dies di papa Paolo VI, ricavandone il territorio dalle diocesi di La Vega e di Santiago de los Caballeros (oggi arcidiocesi). Originariamente era suffraganea dell'arcidiocesi di Santo Domingo.
Il 14 febbraio 1994 è entrata a far parte della provincia ecclesiastica dell'arcidiocesi di Santiago de los Caballeros.

## Cronotassi dei vescovi
Si omettono i periodi di sede vacante non superiori ai 2 anni o non storicamente accertati.
- Nicolás de Jesús López Rodríguez (16 gennaio 1978 - 15 novembre 1981 nominato arcivescovo di Santo Domingo)
  - Sede vacante (1981-1984)
- Jesús María de Jesús Moya (20 aprile 1984 - 31 maggio 2012 ritirato)
- Fausto Ramón Mejía Vallejo (31 maggio 2012 - 15 maggio 2021 ritirato)
- Ramón Alfredo de la Cruz Baldera, dal 15 maggio 2021

## Statistiche
La diocesi nel 2022 su una popolazione di 774.248 persone contava 646.620 battezzati, corrispondenti all'83,5% del totale.
| anno | popolazione | popolazione | popolazione | presbiteri | presbiteri | presbiteri | presbiteri                | diaconi | religiosi | religiosi | parrocchie |
| anno | battezzati  | totale      | %           | numero     | secolari   | regolari   | battezzati per presbitero | diaconi | uomini    | donne     | parrocchie |
| ---- | ----------- | ----------- | ----------- | ---------- | ---------- | ---------- | ------------------------- | ------- | --------- | --------- | ---------- |
| 1980 | 381.300     | 410.000     | 93,0        | 27         | 8          | 19         | 14.122                    | 1       | 21        | 47        | 16         |
| 1990 | 485.000     | 510.817     | 94,9        | 27         | 14         | 13         | 17.962                    | 9       | 15        | 33        | 21         |
| 1999 | 570.000     | 641.000     | 88,9        | 36         | 22         | 14         | 15.833                    | 36      | 14        | 60        | 29         |
| 2000 | 580.000     | 650.000     | 89,2        | 44         | 25         | 19         | 13.181                    | 41      | 19        | 62        | 29         |
| 2001 | 590.000     | 670.000     | 88,1        | 48         | 33         | 15         | 12.291                    | 41      | 15        | 63        | 38         |
| 2002 | 500.095     | 600.000     | 83,3        | 51         | 32         | 19         | 9.805                     | 48      | 19        | 62        | 40         |
| 2003 | 500.095     | 600.000     | 83,3        | 54         | 35         | 19         | 9.261                     | 72      | 19        | 63        | 70         |
| 2004 | 500.100     | 650.000     | 76,9        | 54         | 35         | 19         | 9.261                     | 72      | 19        | 63        | 42         |
| 2010 | 591.000     | 743.000     | 79,5        | 67         | 48         | 19         | 8.820                     | 82      | 19        | 56        | 48         |
| 2014 | 621.000     | 781.000     | 79,5        | 57         | 43         | 14         | 10.894                    | 71      | 17        | 30        | 48         |
| 2017 | 609.631     | 728.154     | 83,7        | 60         | 48         | 12         | 10.160                    | 90      | 12        | 42        | 48         |
| 2020 | 631.216     | 755.801     | 83,5        | 65         | 51         | 14         | 9.711                     | 98      | 14        | 44        | 48         |
| 2022 | 646.620     | 774.248     | 83,5        | 73         | 56         | 17         | 8.857                     | 95      | 17        | 42        | 48         |